# Triplochlamys
Triplochlamys es un género  con cinco especies de fanerógamas perteneciente a la familia  Malvaceae.

## Especies
- Triplochlamys conferta
- Triplochlamys longifolia
- Triplochlamys multiflora
- Triplochlamys selloi
- Triplochlamys tricalycaris